# TESS-ruimtetelescoop
De Transiting Exoplanet Survey Satellite of kortweg de TESS is een ruimtetelescoop van de NASA, ontworpen om exoplaneten te ontdekken met de transitiemethode. TESS bestrijkt met zijn waarnemingen de hele sterrenhemel, het waargenomen gebied is daarmee 400 keer zo groot als dat van zijn voorganger, de Kepler-ruimtetelescoop. 
De primaire missie van de TESS is het onderzoeken van sterren met exoplaneten in transitie (30 tot 100 keer zo heldere sterren als mogelijk met de Kepler), dicht bij de aarde, voor een periode van twee jaar. Het TESS-project zou een opstelling van zogenaamde 'wide-field'-camera's gebruiken om een hemelsbreed onderzoek te doen. Met de TESS moest het mogelijk zijn om de massa, grootte, dichtheid en de omloopbaan te bestuderen van een grote groep kleine exoplaneten, inclusief een aantal steenachtige werelden in de leefbare zone van hun sterren. De juiste kandidaten zouden worden geïdentificeerd voor een grondige observatie met zowel de toekomstige James Webb-ruimtetelescoop, de opvolger voor de baanbrekende Hubble-ruimtetelescoop, als met andere grote telescopen op de aarde en in de ruimte.
De TESS zou een nieuwe, hoge elliptische omloopbaan krijgen met een apogeum van ruwweg de afstand van de maan, welke stabiel zou moeten blijven voor ten minste 10 jaar.
Hemelstudies naar exoplaneten vanaf de aarde hadden tot dusver slechts gigantische exoplaneten kunnen ontdekken. De TESS moest een groot aantal kleine exoplaneten bestuderen rond de helderste sterren aan de hemel. Nabije sterren uit de hoofdreeks zouden worden onderzocht op exoplaneten in transitie.

## Geschiedenis
Het concept van TESS was er al in 2006, toen een ontwerp van particuliere investeringen, Google en van de Kavli-stichting uit de Verenigde Staten, ontwikkeld werd. In 2008 stelde het MIT al voor om van TESS een volwaardige NASA missie te maken en diende het ontwerp in als kandidaat voor het 'Small Explorer" programma van NASA, bij het Goddard Space Flight Center, maar werd niet geselecteerd. In 2010 werd een nieuwe poging gedaan, ditmaal voor het 'Explorers'-programma en werd toen wel goedgekeurd voor het 'Medium Explorer' programma in 2013. In 2015 zijn verdere toetsen doorstaan en is de productie begonnen.
In eerste instantie was de TESS een voorstel van het beroemde MIT, daarbij kwam een investering van Google. TESS was een van de elf voorgestelde projecten geselecteerd door NASA in september 2011 uit een lijst van 42 voorstellen. 
Op 5 april 2013 werd de TESS, samen met de ruimtetelescoop NICER (een instrument voor het onderzoek naar de samenstelling van neutronensterren), aangekondigd om gelanceerd te gaan worden.
TESS werd gelanceerd op 18 april 2018. Men verwachtte dat de telescoop meer dan 20.000 nieuwe exoplaneten zou ontdekken. Ten tijde van de lancering van TESS waren er bijna 3800 bekend.

## Missie
De TESS is ontworpen om het eerste hemelwijde exoplaneetonderzoek in de ruimte uit te voeren. Ze is uitgerust met vier groothoeklenstelescopen en charge-coupled device (CCD)-detectoren. Elke twee weken zouden de wetenschappelijke data naar de aarde worden verzonden. Beelden met een effectieve expositietijd van twee uur zouden ook worden verzonden, waardoor wetenschappers in staat zouden worden gesteld om onverwachte, vergankelijke fenomenen te onderzoeken, zoals bijvoorbeeld het optische aspect van een gammaflits. Ook zou de TESS een 'Guest Investigator'-programma hebben, waarbij wetenschappers van andere organisaties de TESS mogen gebruiken. Hiermee zouden er nog eens twintigduizend hemellichamen extra worden onderzocht. Onderzoek naar asteroseismologie maakte ook een bescheiden deel uit van de missie.

### Wetenschappelijke doeleinden

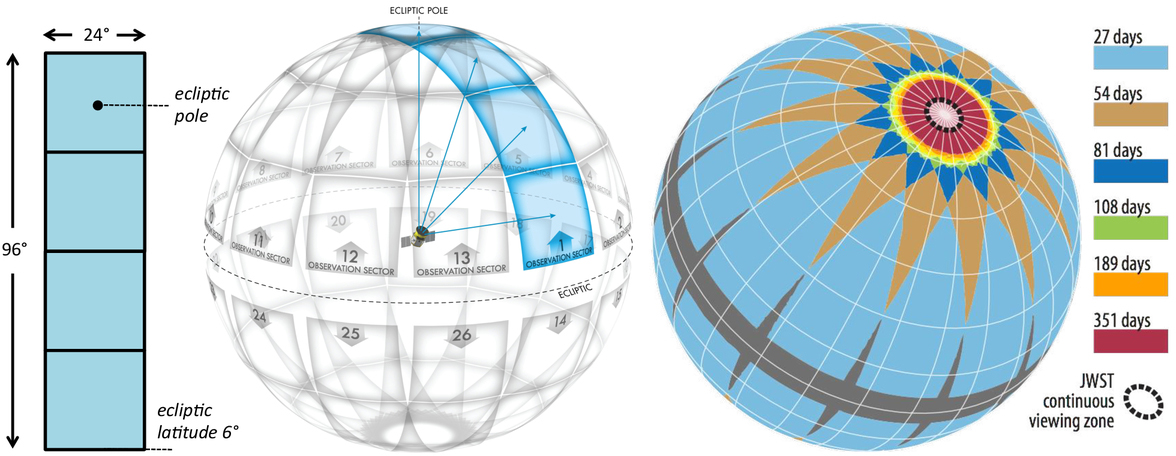
De 26 sectoren van de hemel gepland voor de TESS

De tweejarige missie van TESS was gericht op nabije sterren met de spectraalklassen G, K en M met een schijnbare magnitude van 12 of feller. Er zouden rond de 500.000 sterren worden bestudeerd, inclusief de duizend dichtstbijzijnde rode dwergen over bijna de gehele hemel, een gebied 400 keer groter dan dat van de Kepler-missie. Men verwachtte dat de TESS meer dan 20.000 exoplaneten zou ontdekken, waarvan tussen de 500 en 1000 aardse planeten en superaardes. Van deze toekomstige ontdekkingen is de verwachting dat zo'n twintig stuks superaardes in de leefbare zone rond een ster zullen zijn. Men verwacht de meeste exoplaneten tussen een afstand van 30 en 300 lichtjaar te ontdekken.
Het onderzoek werd verdeeld in 26 sectoren, waarbij elke sector 24° × 96° groot is, met overlappende gedeelten op de elliptische polen. Dit voor de extra nauwkeurigheid voor de kleinere exoplaneten met een langere omlooptijd. Het ruimtevaartuig moest twee omloopbanen van 13,7 dagen spenderen aan elke sector, waarbij het zuidelijke halfrond voor het eerste jaar gepland is en het noordelijke voor het tweede jaar. De eerste twee jaar zal de TESS 85% van de hemel onderzoeken per 27 dagen, waarvan sommige delen meerdere keren worden aangedaan. De onderzoeksmethodiek is dusdanig ontworpen dat het gebied dat in principe continu onder observatie staat voor een heel jaar (351 observatiedagen), welk slechts 5% van de hemel beslaat, het primaire doelgebied van de James Webb zal zijn.

## Kenmerken

### Ruimtevaartuig
In 2013 kreeg Orbital Sciences Corporation een vierjarig contract van 75 miljoen dollar van NASA om de TESS te maken. De TESS beschikt over een zogenoemde LEOStar-2 infrastructuur, met vier stuurraketten die hydrazine verbranden. De nauwkeurigheid van de controle over het vaartuig zal beter dan 3 boogseconden zijn. Het vermogen wordt geleverd door 2 enkelassige zonnepanelen die 400 watt kunnen leveren. Een satellietschotel verzendt de downlink van 100 Mbit/s.

### Lancering

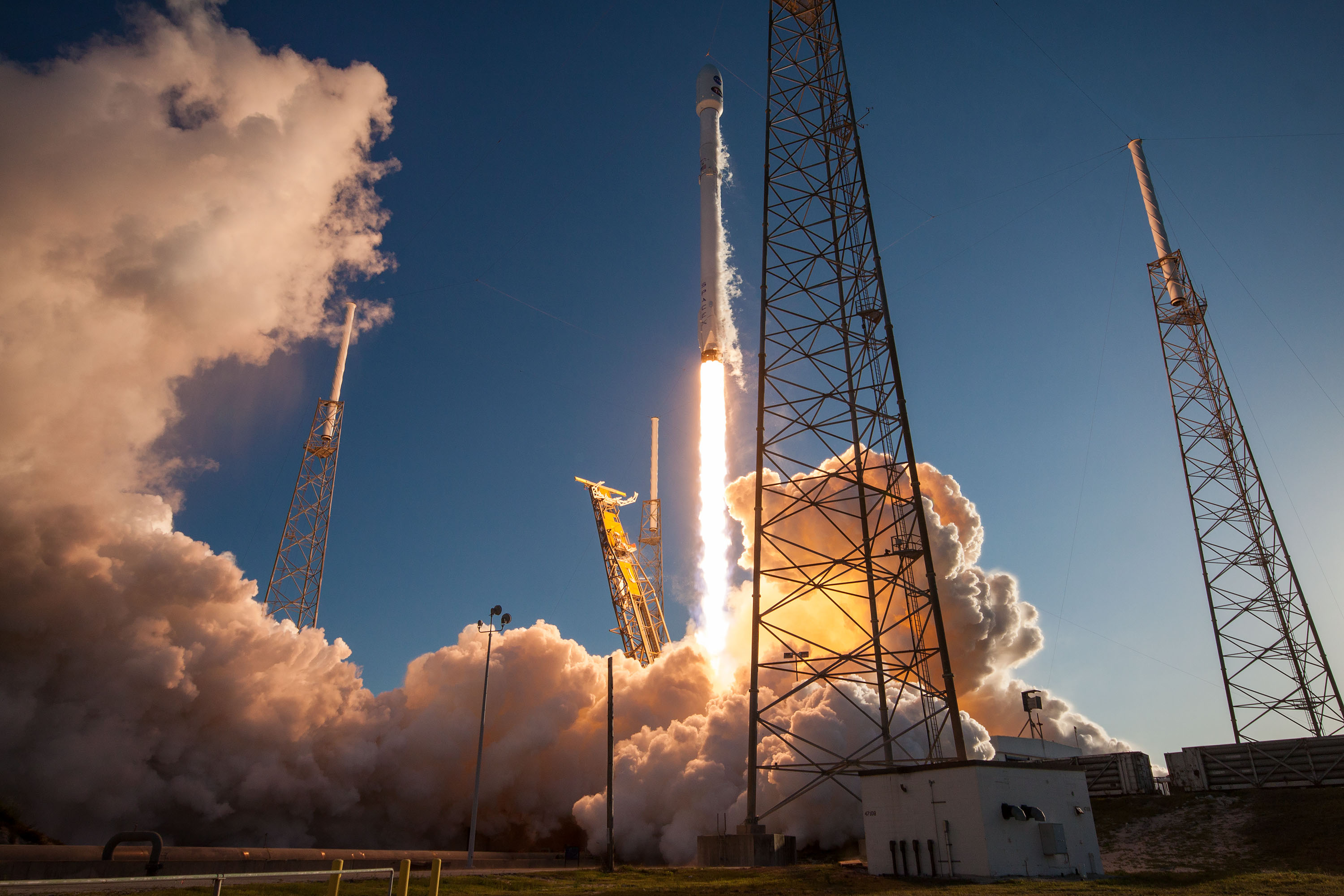
De Falcon 9-raket met de TESS eraan, lancerend van het Lanceercomplex 40 op Cape Canaveral in april 2018

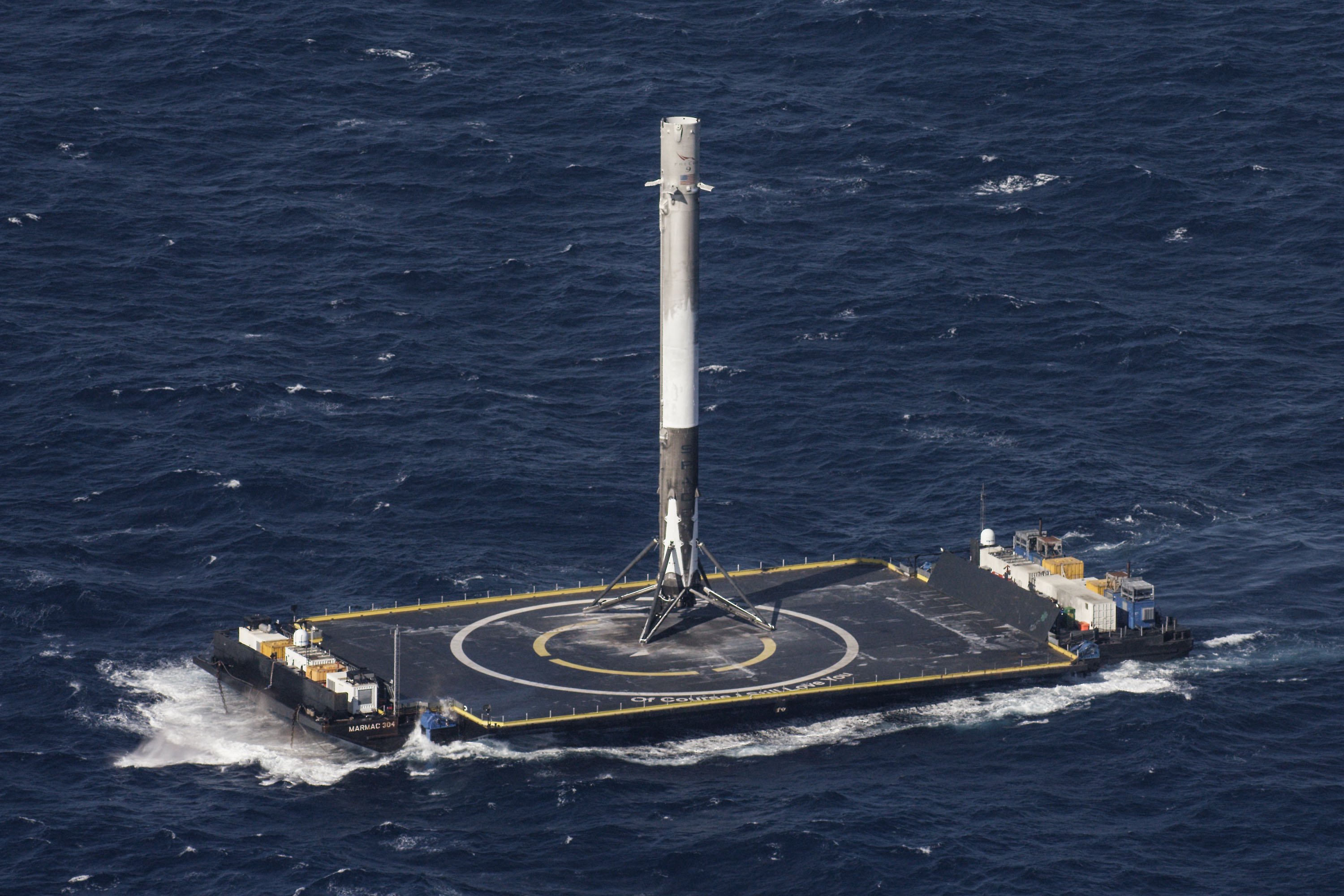
De eerstefaseraket van de Falcon 9 tijdens de eerste succesvolle landing op het 'Of Course I Still Love You' in april 2016

In december 2014 kreeg SpaceX het contract om de TESS in augustus 2017 te mogen lanceren met een contract van totaal 87 miljoen dollar. Het 362 kg wegende ruimtevaartuig was in eerste instantie gepland voor een lancering op 20 maart 2017, deze werd uitgesteld om de draagraket voor te bereiden en om de lanceervereisten van NASA te behalen. Op 11 januari 2018 werd de Block-4-uitvoering van de Falcon 9-FT door NASA gecertificeerd voor de lanceringen van hun categorie-2 wetenschapsmissies waarmee de weg vrij was voor de lancering. Op 16 april 2018 is de lancering nogmaals twee dagen uitgesteld voor extra controleanalyses. Op 18 april 2018 vond de lancering plaats met een Falcon 9-raket van SpaceX vanaf Cape Canaveral.
De lancering bestond uit een eerste fase van 149 seconden van verbranding, gevolgd door een verbranding van 6 minuten in de tweede fase. Tijdens deze tweede fase werd de B1045 Block 4-raket van de eerste fase gecontroleerd teruggebracht naar het autonome landingsplatform genaamd Of Course I Still Love You in de Stille Oceaan. Na een verbrandingsstop van 35 minuten vond een laatste verbranding van de tweede fase plaats van 54 seconden, die de TESS in een supersynchrone baan plaatste van 200.000 bij 270.000 km met een inclinatie van 28,5 graden. Voor het materieel van de tweede fase werden experimentele testen uitgevoerd om deze ook onbeschadigd geland te krijgen.

### Omloopbaan
Om een onbelemmerd beeld te krijgen van zowel het noordelijk en het zuidelijk halfrond van de hemel, zou de TESS een 2 op 1 baanresonantie gebruiken met de maan genaamd P/2, een nog nooit eerder gebruikte omloopbaan. Deze zeer elliptische omloopbaan had een apogeum van 373.000 kilometer, die zo is getimed dat ze 90° van de maan af zou blijven om perturbatie (verstoring van de baan) zo veel mogelijk te beperken. Deze omloopbaan moet gedurende decennia stabiel blijven en zal de camera's van TESS van een stabiele temperatuur verzekeren. 
De Vanallengordels worden niet aangedaan, waardoor gevaarlijke straling de TESS niet kan beschadigen; het grootste deel van de omloop is ver van de gordels vandaan. Elke 13,7 dagen zou er tijdens het perigeum een downlink tot stand worden gebracht, over een periode van 3 uur wordt de verzamelde data van de omloop naar de aarde verzonden.
Eenmaal in de initiële omloopbaan gebracht door de tweede fase van de Falcon 9 zal het ruimtevaartuig ten minste vijf extra, onafhankelijke raketmotorverbrandingen uitvoeren die het in de definitieve omloopbaan zal brengen. Deze zal een omlooptijd van 13,65 dagen hebben en een baanresonantie van 2:1 met de maan, met een hoek van 90 graden met de maan op het apogeum. Deze omloop zal naar verwachting voor 20 jaar stabiel blijven. 
De fase van manoeuvrering zal naar verwachting twee maanden duren, en zal de TESS in een excentrieke omloop brengen (tussen 17 en 75 maal de straal van de aarde) met een inclinatie van 37 graden. De mogelijkheid tot snelheidsverandering is 215 meter per seconde, wat 80% is van de totale reserve van de missie. Als de TESS exact, of minimaal boven de omloop door de Falcon 9 in positie wordt gebracht, kan de missie vanuit het oogpunt van de beschikbare brandstof 15 jaar doorgaan.

### Wetenschappelijke instrument
Het enige instrument aan boord van de TESS is een pakket van 4 groothoeklens-CCD-camera's. Elk van de camera's bezit een muisstille, energiezuinige 16,8 megapixel CCD-detector, gecreëerd door het MIT Lincoln Laboratorium. Elke camera heeft een 24° × 24°-zichtveld, een 100mm effectieve intreepupil, een verzameling lenzen met zeven optische elementen en een bandfilterbereik van 600 tot 1000 nm. Gecombineerd hebben de lenzen van de TESS 24° × 96° (2,300 deg2) en een diafragmagetal van f/1.4. Ter vergelijking: de gehele Kepler-missie bestreek slechts een gebied ter grootte van 105 deg2 van de hemel.

### Moeilijkheden
Een van de moeilijkheden van het ontwikkelen van dit type instrument was een extreem stabiele lichtbron te kunnen gebruiken om te kunnen testen. In 2015 maakte een groep van de Universiteit van Genève een doorbraak in het ontwikkelen van een stabiele lichtbron. Hoewel dit instrument bedoeld was voor het testen van de Europese ruimtetelescoop CHEOPS, die gelanceerd is op 18 december 2019, heeft het TESS-programma er ook een besteld. Alhoewel men van plan is om met beide ruimtetelescopen meer informatie te verzamelen van exoplaneten met de transitiemethode, zou de CHEOPS zich concentreren op het vergaren van data over bekende exoplaneten, inclusief exoplaneten die de TESS of andere missies nog zouden vinden.

### Ondersteuningscentra op aarde
Er zijn 8 locaties in de Verenigde Staten waar de TESS bestuurd wordt en de data bewerkt. Dit zijn het Space Network van de NASA, het Deep Space Network voor de besturing en telemetrie, het Orbital ATK, het MIT, het Ames Research Center, het Goddard Space Flight Center, het Smithsonian Astrofysische Observatorium met het 'TESS Science Office' en als laatste het Space Telescope Science Institute.

## Resultaten

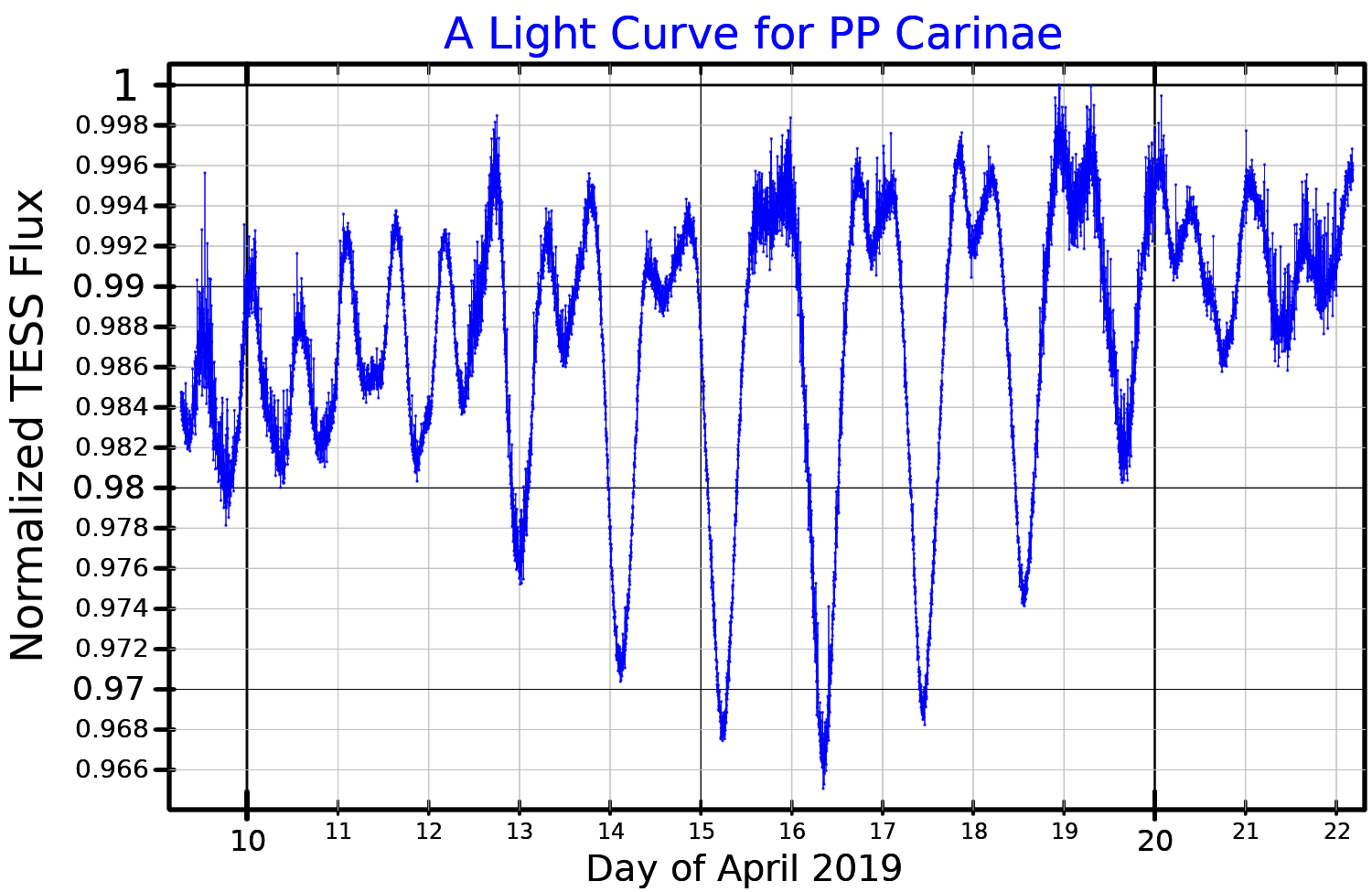
Lichtkromme van de veranderlijke ster PP Carinae

In december 2023 waren 410 bevestigde exoplaneten ontdekt door TESS, waaronder TOI-700 d (TOI = TESS Object of Interest).
Met TESS worden daarnaast duizenden veranderlijke sterren bestudeerd.